# Cantonul Toulouse-1
Cantonul Toulouse-1 este un canton din arondismentul Toulouse, departamentul Haute-Garonne, regiunea Midi-Pyrénées, Franța.